# Nie zaczynaj
Nie zaczynaj – piosenka i singel Artura Andrusa pochodzący z albumu Cyniczne Córy Zurychu, wydany 27 października 2015 przez Mystic Production.

## Notowania
- Lista Przebojów Trójki: 21[2]